# Amarkantak
Amarkantak (Hindi: अमरकंटक) ist eine Kleinstadt im Osten des indischen Bundesstaats Madhya Pradesh unmittelbar an der Grenze zum Bundesstaat Chhattisgarh. Die Stadt wird von vielen Hindus als heilig angesehen.

## Lage und Klima
Amarkantak liegt in einer Höhe von ca. 1060 m in der Maikal-Gebirgskette, welche im Osten Madhya Pradeshs das Vindhya- und das Satpura-Gebirge miteinander verbindet. Hier entspringt der heilige Fluss Narmada und auch die Quelle des Son, einem Nebenfluss des Ganges, ist nur wenige Kilometer entfernt. Die Entfernung nach Bhopal, der westlich gelegenen Hauptstadt Madhya Pradeshs, beträgt gut 525 km (Fahrtstrecke); nach Prayagraj in Uttar Pradesh sind es ca. 400 km in nördlicher Richtung. Wegen der Höhenlage ist das Klima für indische Verhältnisse eher kühl; Regen fällt hauptsächlich in der sommerlichen Monsunzeit.

## Bevölkerung
Offizielle Bevölkerungsstatistiken werden erst seit 1991 geführt und veröffentlicht.
| Jahr      | 1991 | 2001  | 2011  |
| Einwohner | –    | 7.082 | 8.416 |

Die mehrheitlich Hindi sprechende Bevölkerung besteht zu etwa 95,5 % aus Hindus; Moslems und Jains machen jeweils nur gut 1 % der Einwohner aus; zahlenmäßig kleine Minderheiten bilden Christen, Sikhs, Buddhisten und andere. Wie bei Volkszählungen im Norden Indiens üblich, liegt der männliche Bevölkerungsanteil etwa 12 % höher als der weibliche.

## Wirtschaft
Die Landwirtschaft spielt wegen der Höhenlage nur eine geringe Rolle; bedeutender ist stattdessen der Pilger-Tourismus. Die Stadt selbst dient als Zentrum für Handwerk, Handel und Dienstleistungen aller Art. Auch ayurvedische Sanatorien auf der Basis von Heilpflanzen haben sich hier entwickelt.

## Geschichte
Der Ort wird unter dem Namen Amrakuta bereits um das Jahr 500 vom Dichter Kalidasa erwähnt. Im 11. Jahrhundert ließen die Kalachuri-Herrscher mehrere Tempel erbauen. Den Briten dienten der Ort und seine waldreiche Umgebung im 19. und frühen 20. Jahrhundert als Hill Station.

## Sehenswürdigkeiten

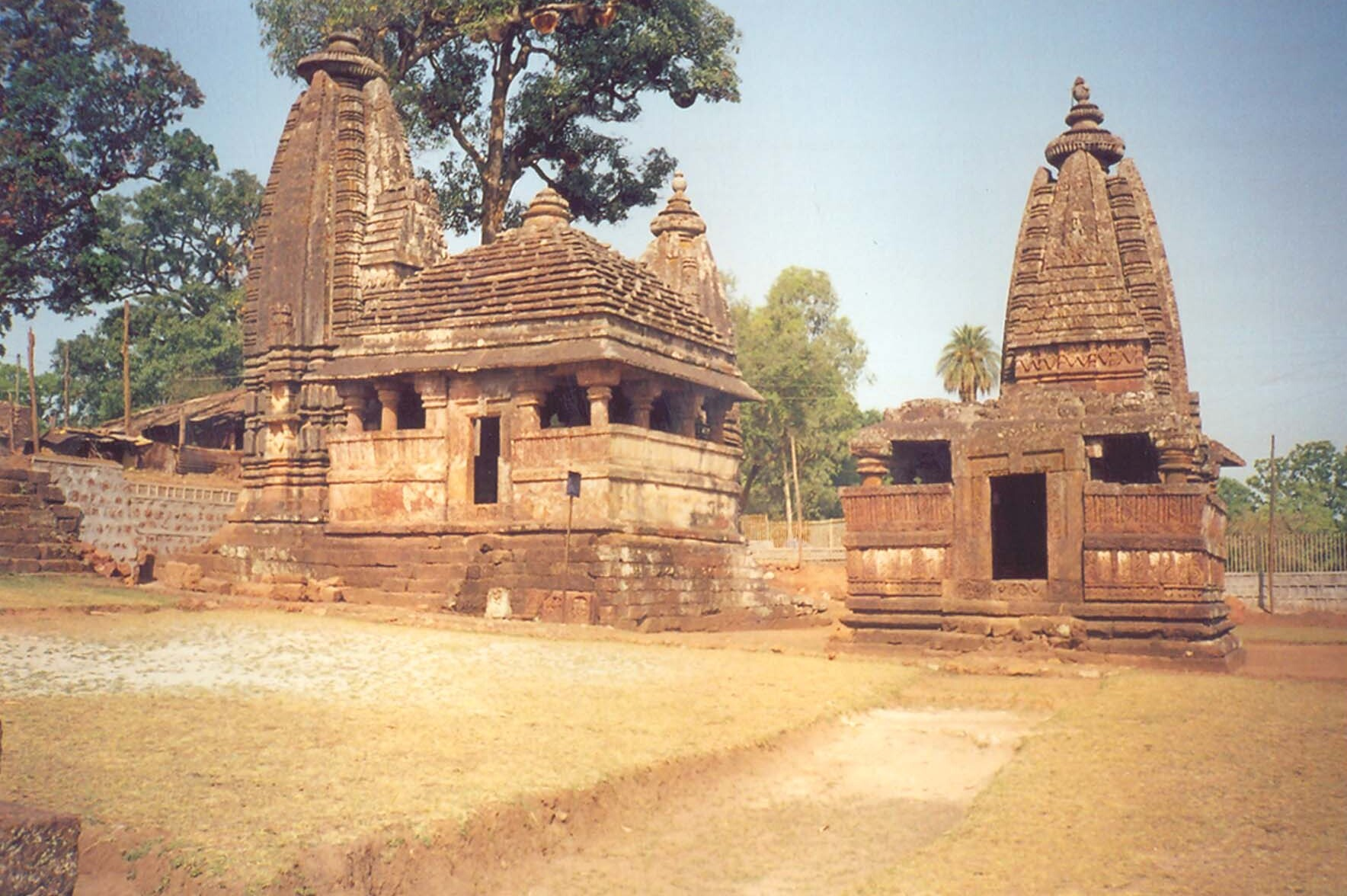
Amarkantak – Kalachuri-Tempel

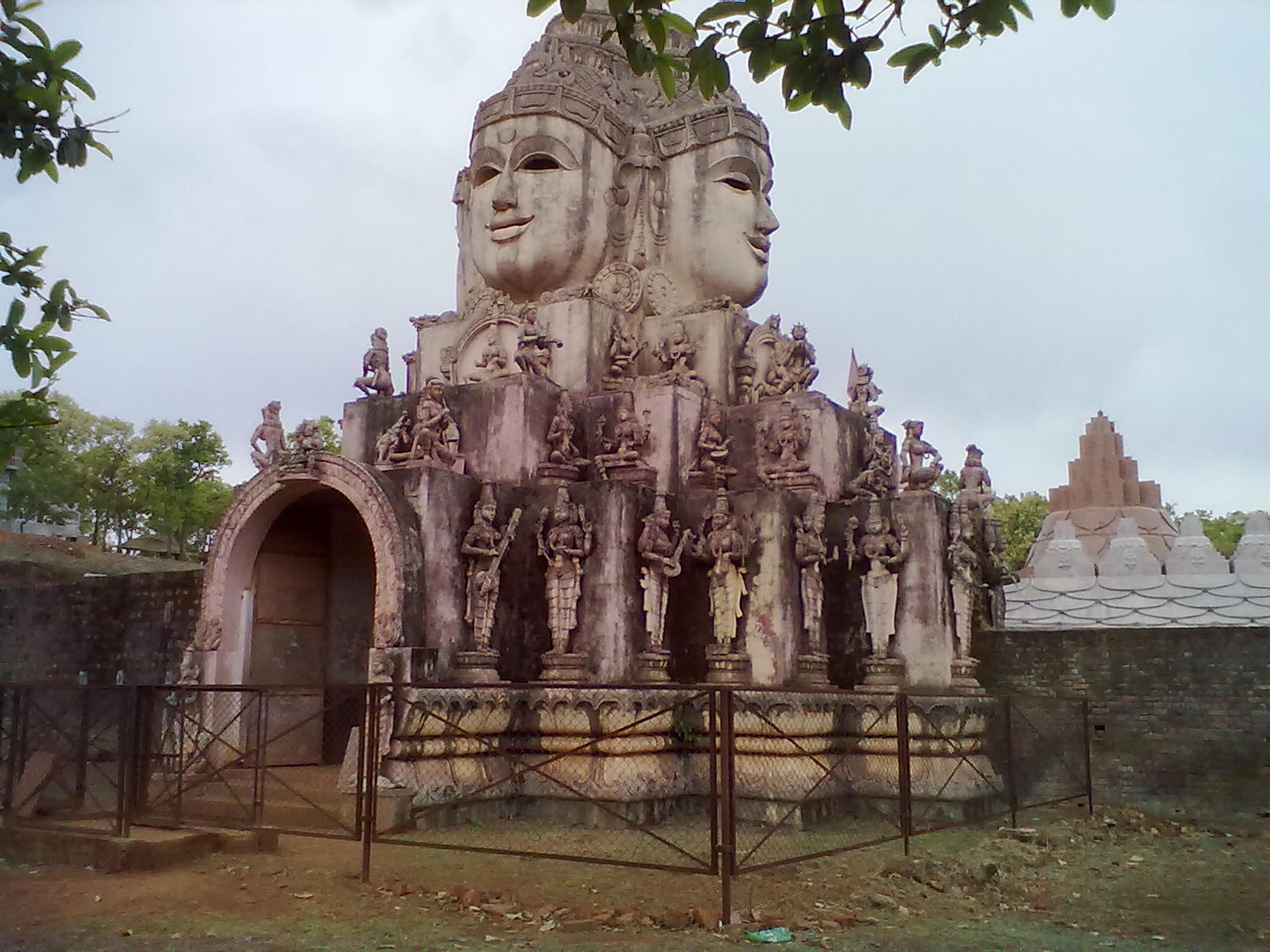
Amarkantak – Shri-Yantra-Tempel

- Für die meisten Inder sind der aus über 20 Kleintempeln bestehende Tempelkomplex mitsamt Tempelteich bei der als heilig oder gar göttlich verehrten Narmada-Quelle die wichtigsten Sehenswürdigkeiten im Ort.
- Der nahe gelegene Shri-Sarvodaya-Digamber-Jain-Tempel entstand erst um die Jahrtausendwende und bietet Einblicke in die immer noch beeindruckende Schaffenskraft indischer Kunsthandwerker. Das 24 Tonnen wiegende Bildnis des im Lotossitz meditierenden Tirthankaras Adinath zählt zu den größten Indiens.
- Die beiden architektonisch und historisch eher bedeutsamen Kalachuri-Tempel (Machendranath und Pataleshwar) liegen am Ortsrand und entstanden im 11. Jahrhundert. Sie bestehen jeweils aus einer Vorhalle (mandapa) mit einem mehrfach gestuften Pyramidendach und der von einem Shikhara-Turm mit Ringstein (amalaka) und Krug (kalasha) überhöhten Cella (garbhagriha).
- Der Shri-Yantra-Tempel ist ein Bau des 20. Jahrhunderts. Beeindruckend ist sein Dachaufbau in Form eines großen viergesichtigen Götterbildnisses.